# Lis Borner
Lis Borner (* 8. Januar 1960 in Solothurn SO) ist eine Schweizer Journalistin und war Chefredaktorin Audio beim Schweizer Radio und Fernsehen (SRF).

## Werdegang
Lis Borner wuchs in Solothurn auf, wo sie auch das Gymnasium besuchte. Nach einem Semester an der Universität Genf, mit den Schwerpunkten Germanistik, Französisch und Soziologie, startete sie im Jahr 1981 ihr Studium in Germanistik, Staatsrecht und Medienwissenschaft als Werkstudentin an der Universität Bern. 1993 schloss sie ihr Studium mit der Diplomarbeit Avec ma main brûlée j’écris sur la nature du feu (deutsch: Mit meiner verbrannten Hand schreibe ich über die Natur des Feuers) und dem Prädikat „sehr gut“ ab. Nach ihrem Abschluss folgte ein Auslandssemester an der Freien Universität Berlin. Zurück in der Schweiz absolvierte sie Kurse und Weiterbildungen.

## Karriere
Bereits mit 18 Jahren arbeitete Lis Borner als Freie Mitarbeiterin bei der Solothurner Zeitung. Es folgten diverse Tätigkeiten als Werkstudentin. Zwischen 1983 und 1989 war sie zum ersten Mal für die SRG, als Praktikantin und Mitarbeiterin der Radioforschung, tätig. In den darauf folgenden Jahren war sie als Hilfsassistentin Medienwissenschaft und Freie Mitarbeiterin des Radio Förderband mit der feministischen Sendung „Kassandra“ tätig. 1991 startete sie beim SRF (damals noch SR DRS) als Redaktionsassistentin von „Echo der Zeit“. Später wurde sie Produzentin und Moderatorin der Sendung. Anschliessend wurde sie Redaktionsleiterin von „Rendezvous“, Tagesgespräch und Info3 und 2007 dann stellvertretende Chefredaktorin von SR DRS. Damit verantwortete sie DRS 4 News und die Morgen-Primetime.
Als das Schweizer Radio (SR DRS) und Fernsehen (SF) 2011 zum SRG SSR fusionierten, übernahm Lis Borner die Chefredaktion der Abteilung Radio und wurde zeitgleich Mitglied der Geschäftsleitung. Durch eine Reorganisation im April 2021 wurde sie dann zur Chefredaktorin Audio, im Frühling 2024 ging sie in Frühpension.